# Паранормална активност: Белязаните
„Паранормална активност: Белязаните“ (на английски: Paranormal Activity: The Marked Ones) е американски свръхестествен филм на ужасите от 2014 г.

## Сюжет
Внимание:  Текстът по-долу разкрива сюжета на произведението (или части от него)!
Действието се развива през 2012 г. Филмът проследява латино обществото в Окснард, Калифорния, където група току-що завършили гимназисти си навличат гнева на демон от мистериозен култ, който „белязва“ един от тях. Останалите документират ставащото с камери, а със следите от предишните филми се опитват да разберат случващото се.

## Актьорски състав
- Андрю Джейкъбс – Джеси Ариста
- Хорхе Диас – Ектор Естрела
- Гейбриъл Уолш – Марисол Варгас
- Рене Виктор – Ирма Ариста
- Ноеми Гонсалес – Ивет Ариста
- Давид Сауседо – Сесар Ариста
- Глория Сандовал – Ана Санчес